# Große Synagoge (Olesko)

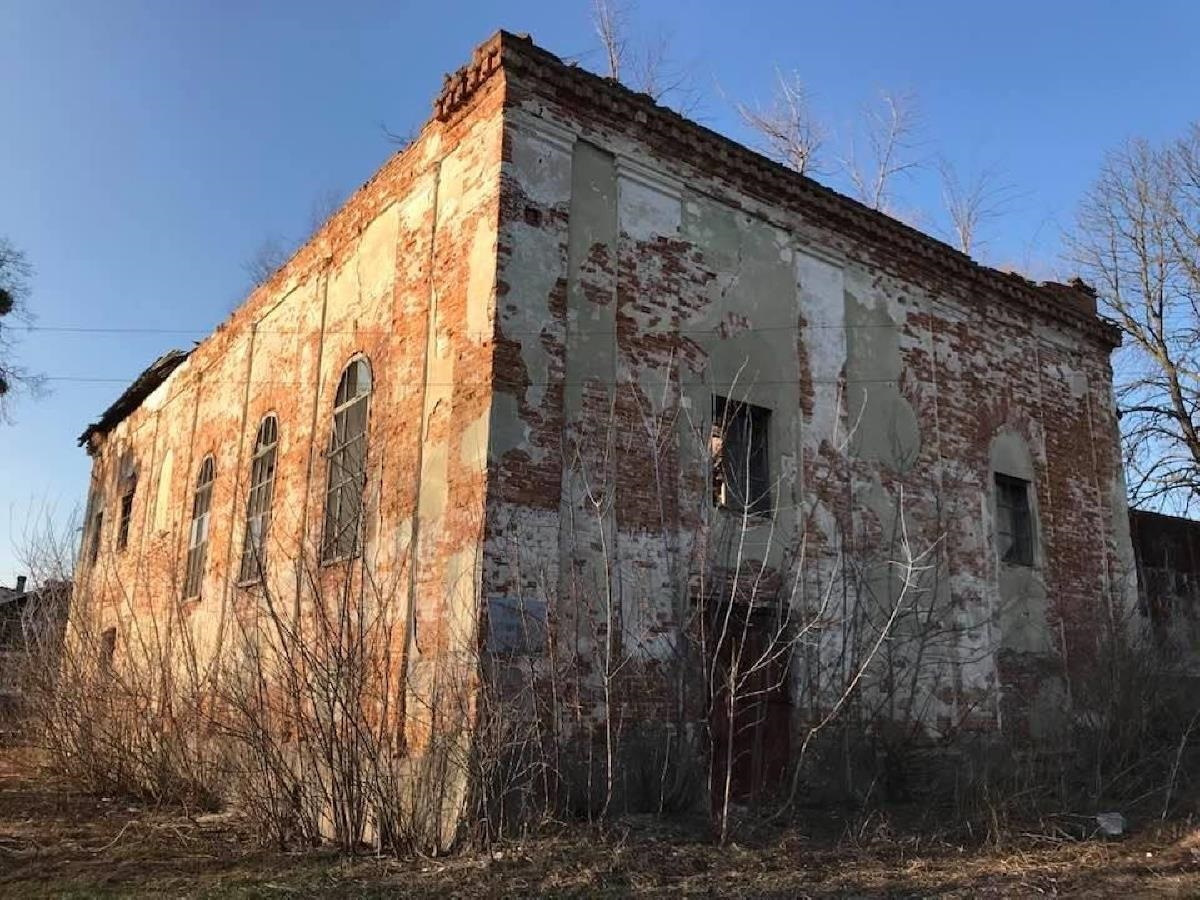
Große Synagoge in Olesko (2020)

Die Große Synagoge in Olesko, einer Stadt im ukrainischen Oblast Lwiw, wurde Mitte des 19. Jahrhunderts errichtet. Das Gebäude ist in einem schlechten Zustand.

## Geschichte
Olesko erhielt 1441 Stadtrechte und bereits 1500 wurden ortsansässige Juden erwähnt. Eine Synagoge wurde Mitte des 18. Jahrhunderts gebaut. Nach 1844 wurde an deren Stelle eine neue Synagoge errichtet, wobei Teile des alten Gebäudes beibehalten wurden.
Im Zweiten Weltkrieg wurde die jüdische Bevölkerung im Holocaust ermordet.
Nach dem Krieg wurde die Synagoge als Lager genutzt und umgebaut, wobei die äußere Struktur größtenteils erhalten blieb. Innen sind jedoch Bima und Toraschrein nicht mehr vorhanden. Die Nische des Toraschreins ist jedoch noch zu sehen.
Bei den Umbauten wurde die Eingangstüren zugemauert und neue an anderer Stelle eingefügt. Ebenfalls wurden Fenster zugemauert und einige Rundbögen von Fenstern durch Rechtecke ersetzt.

## Architektur
Das langgestreckte Gebäude misst ca. 26 m von West nach Ost und 15 m von Süd nach Nord. Es hat eine Höhe von 7,50 m bzw. 11,50 bis zur Giebelspitze.
Beim ehemaligen Eingangsbereich im Westen wurden noch Teile der älteren Synagoge wiederverwendet. Hier war der Vorraum mit Zugang zum nahezu quadratischen Hauptsaal (dem Männergebetsraum) sowie rechts und links ein weiterer Raum sowie die Treppe zur Frauenempore.
Außen war die Synagoge verputzt, der Putz ist aber zu mehr als der Hälfte abgeblättert. Die Wände sind durch Pilaster unterteilt, zwischen denen sich die Fenster befinden. Die hohen Rundbogenfenster an den Seiten des Hauptsaals sind noch vorhanden; die, die sich an der Ostwand befanden, wurden durch kleinere rechteckige Fenster ersetzt. Dort wurde ebenfalls das Rundfenster über dem Toraschrein zugemauert.
Im Westen sind nur noch die je zwei (veränderten) kleineren Fenster der Frauenempore vorhanden.